# Hemanthias
Hemanthias is een geslacht van straalvinnige vissen uit de familie van zaag- of zeebaarzen (Serranidae). Het geslacht is voor het eerst wetenschappelijk beschreven in 1875 door Steindachner.

## Soorten
- Hemanthias aureorubens (Longley, 1935)
- Hemanthias leptus (Ginsburg, 1952)
- Hemanthias peruanus (Steindachner, 1875)
- Hemanthias signifer (Garman, 1899)
- Hemanthias vivanus (Jordan & Swain, 1885)